# La extraña pareja (película)
La extraña pareja (The Odd Couple) es una película de 1968 dirigida por Gene Saks y protagonizada por Jack Lemmon y Walter Matthau. Basada en una obra de teatro de Neil Simon, el guion está basado en la experiencia de ver cómo Mel Brooks convivió con un amigo tras su primer divorcio. Walter Matthau había actuado ya en el papel de Óscar Madison en el estreno teatral de esta obra, en 1965. La película fue incluida por el American Film Institute en su lista AFI's 100 años... 100 sonrisas en el puesto 17.º.

## Sinopsis
Félix (Jack Lemmon) y Óscar (Walter Matthau) son dos divorciados que deciden compartir piso y gastos. Lo que no imaginan es lo difícil que puede ser la convivencia entre un meticuloso del orden y la limpieza y alguien capaz de desordenarlo todo rápidamente.